# Paradrina wullschlegeli
Paradrina wullschlegeli là một loài bướm đêm trong họ Noctuidae.